# Corona de Logu
La Corona de Logu riuniva i poteri, in età giudicale, della Corte di giustizia, del Consiglio dei maggiorenti (magiorendes o majorales, rappresentanti dei distretti amministrativi detti curatorie, curadorias) e di alti prelati (pìscamos), nominati dal giudice-sovrano (judiche) che attribuiva loro la somma potestà, mantenendo tuttavia il potere di ratificare gli atti e gli accordi che riguardassero l'intero territorio (su Logu). 
L'istituzione, pertanto, deteneva il possesso del giudicato ed era depositaria della sovranità.

## La Corona de Logu come organo politico

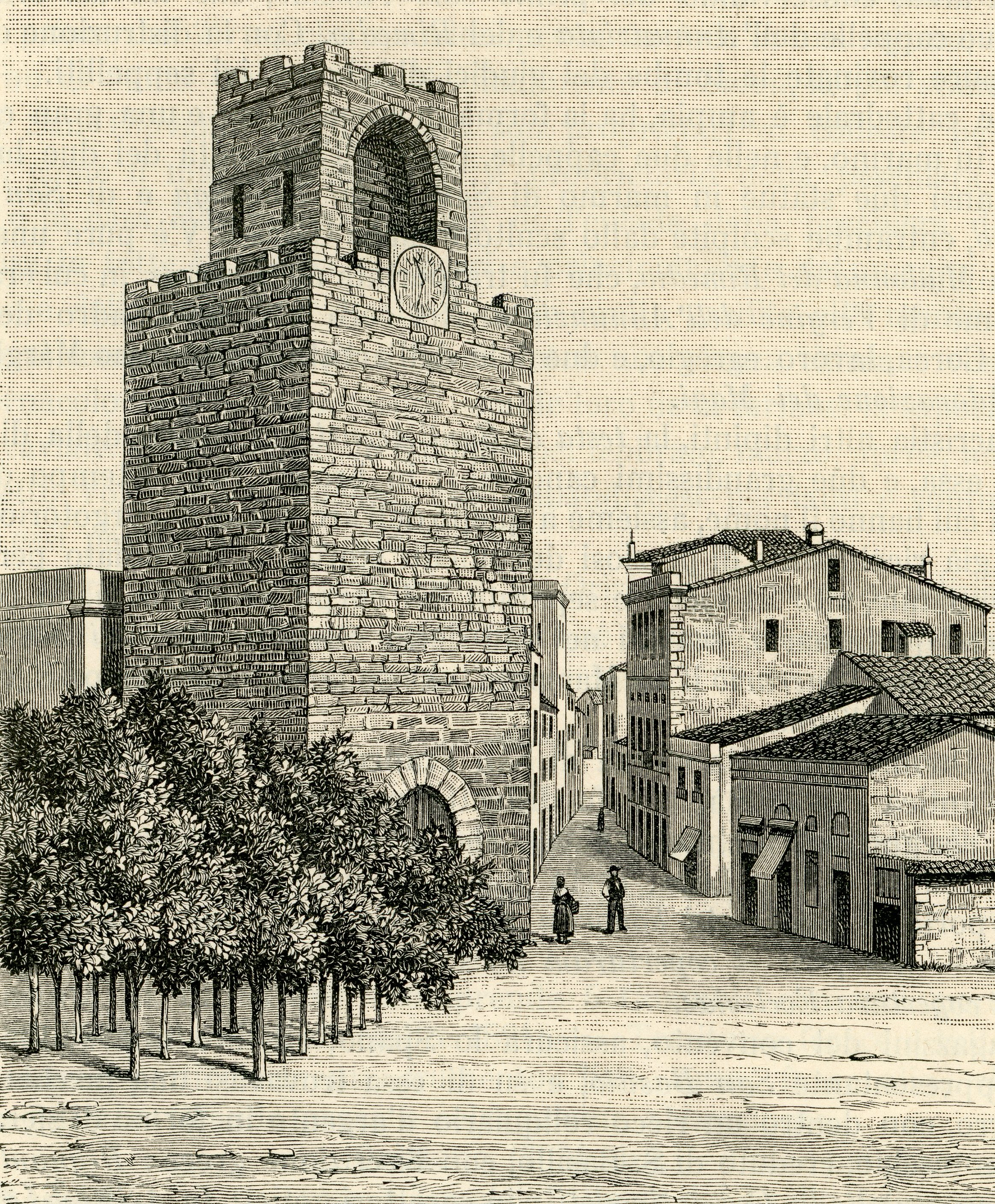
Oristano, "capitale" dell'Arborea

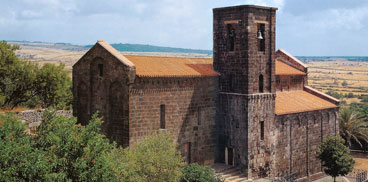
Chiesa di Santa Maria a Bonarcado

Supremo magistrato della corona era lo stesso giudice-sovrano che, talvolta, poteva essere sostituito da un curadore (capo delle curatorie) o dal majore (presiedeva le ville). Le assemblee venivano convocate nella "capitale" (dove comunque dimorasse il giudice) o nei paesi in cui esistevano seri problemi, caratterizzandosi come corte itinerante. Questo accadde durante il 1146 nella chiesa di Santa Maria a Bonarcado, dove si riunirono i quattro giudici sardi (Barisone I di Arborea, Costantino II Salusio III di Cagliari, Costantino III de Lacon-Gunale di Gallura, Gonario II di Torres), unitamente agli arcivescovi e maggiorenti.
Come organo politico la Corona aveva il compito di nominare il giudice e di controllare il suo operato.
Durante su collectu (il collegio) si riunivano nella "capitale" un rappresentante di ciascuna curatoria, i più autorevoli membri della gerarchia ecclesiastica, i castellani, due rappresentanti del capoluogo eletti da jurados delegati dalla Coronas de Curadoria (precedentemente radunata nella principale villa distrettuale); quindi lo judex sive rex era investito con un sistema misto elettivo-ereditario seguendo la linea diretta maschile e, solo in via alternativa, quella femminile (portatrice di titolo).
Il giudice governava sulla base di un patto col popolo (il bannus-consensus), venuto meno il quale il sovrano poteva essere esautorato ed anche, nei casi di gravi atti di tirannide e di sopruso, legittimamente giustiziato dal popolo medesimo, senza che questo incidesse sulla trasmissione ereditaria del titolo all'interno della dinastia regnante: è storicamente attestato che ciò sia avvenuto nei giudicati di Arborea e di Torres.
Il patrimonio del regno era diviso da quello personale del giudice che reggeva il governo, assistito da un cancelliere (solitamente un prelato) e dai majores.

## La Corona de Logu come organo di giustizia
L'amministrazione della giustizia era delegata ai majores de bidda (paese), de iscòlca (l'equivalente nella Sardegna medievale degli attuali barracelli, adoperati per la vigilanza delle zone campestri), de armentos (per il controllo dell'allevamento del bestiame): ogni cosa, però, faceva capo alla Corona de Logu e al giudice che seguivano le norme giuridiche stabilite dalle Carte de Logu, delle quali la più nota e completa fu quella del giudicato di Arborea, emanata da Mariano IV e aggiornata dai figli Ugone III e Eleonora. La Corona de Logu arborense, massimo organo politico collegiale, si riuniva a Oristano nella chiesa di San Francesco